# 防府看護専門学校
防府看護専門学校(ほうふかんごせんもんがっこう)は、山口県防府市にある看護専門学校。一般社団法人防府医師会が運営している。1952年(昭和27年)に、防府市医師会付属防府准看護婦養成所として設立され、1975年(昭和50年)に、防府高等看護学院を開設して、看護師の養成を開始、1976年(昭和51年)に防府看護専門学校と改称して、今に至っている。

## 設置学科
- 准看護科
- 看護科

## 特徴
准看護師の養成所が次々に消えていく中で、ここは准看護師を養成する医療高等課程(2年課程、100人)と、看護師を養成する医療専門課程(3年課程、120人)があり、いずれも昼間の定時制で働きながら学べるというのが特徴。

## 所在地
山口県防府市三田尻1丁目3番1号
防府医師会館の中にある。付近は、町の中心部にもかかわらず学校、専門学校が集中した文教地区を形成している。

## アクセス
JR山陽本線防府駅南口から、南東方向へ徒歩8分。

## 近在の施設
- 山口県立防府高等学校
- 山口県立防府商工高等学校
- 誠英高等学校
- YIC看護福祉専門学校
- 大楽寺 - 女優夏目雅子のお墓がある
- 三田尻御茶屋旧構内 英雲荘
- 野村望東尼終焉の宅